# Nearctopsylla liupanshanensis
Nearctopsylla liupanshanensis är en loppart som beskrevs av Li Xiaolan, Wu Houyoung et Liu Quan 1984. Nearctopsylla liupanshanensis ingår i släktet Nearctopsylla och familjen mullvadsloppor. Inga underarter finns listade i Catalogue of Life.